# The Beautiful Lie
The Beautiful Lie er en amerikansk stumfilm fra 1917 af John W. Noble.

## Medvirkende
- Frances Nelson som Louise Joyce.
- Harry Northrup som Mortimer Grierson.
- Edward Earle som Paul Vivian.
- Elsie MacLeod.
- Sally Crute som Mary.